# Let Me Hold You (Turn Me On)
Let Me Hold You (Turn Me On) is een nummer van het Amerikaanse dj-trio Cheat Codes en de Nederlandse dj Dante Klein uit 2016.
De tekst van het nummer is een interpolatie van Turn Me On van Kevin Lyttle. "Let Me Hold You (Turn Me On)" werd in een aantal landen een hit. Hoewel het flopte in Amerika, bereikte het in de Nederlandse Top 40 een bescheiden 35e positie. In Vlaanderen kwam het niet verder dan de 5e positie in de Tipparade.